# Dialeto dalecarliano

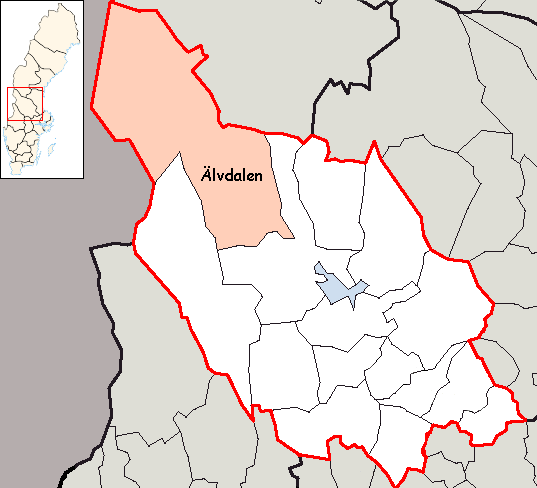
Condado de Älvdalen, em Dalarna

Dalecarliano ou elfedaliano (em sueco: älvdalsmål ou ålvdalska, localmente chamado övdalsk), é a designação dada a uma série de falares populares existentes na região de Älvdalen, possuindo um caráter nórdico arcaico, e sendo incompreensíveis para um sueco. Dado serem mais diferentes do sueco padrão (rikssvenska) do que o norueguês ou o dinamarquês, os linguistas consideram-no mais uma língua do que um dialeto.
Atualmente falam dalecarliano umas 3 000 pessoas, das quais umas 2 400 em 21 aldeias do Município de Älvdalen, no norte de Dalarna.
| Elfdaliano            | Sueco padrão        | Português            |
| --------------------- | ------------------- | -------------------- |
| Ig                    | Jag                 | Eu                   |
| Wįð                   | Vi                  | Nós                  |
| Påik                  | Pojke               | Menino               |
| Kulla                 | Flicka              | Menina               |
| Sniųo                 | Snö                 | Neve                 |
| Brinde                | Älg                 | Alce                 |
| Puortugal             | Portugal            | Portugal             |
| Swerre                | Sverige             | Suécia               |
| Ig ietter Anna.       | Jag heter Anna.     | Eu chamo-me Anna.    |
| Ig byddjer i Övdalim. | Jag bor i Älvdalen. | Eu moro em Älvdalen. |

## Língua ou dialeto?
Tradicionalmente o dalecarliano tem sido considerada um dialeto da língua sueca, mas ultimamente tem sido mais visto como uma língua própria.
Os dialetos dalecarlianos mantiveram muitas características gramaticais e fonológicas arcaicas, muitas das quais ainda são quase idênticas às do sueco antigo - como, por exemplo, o uso da letra eth (Ð,ð), que já caiu em desuso em sueco há muito tempo. 

## Amostra de texto
Ig [h]ar [h]ärt glamas um mikid a landi Sa ir miog dält jär a Dalöfwes strandi [H]ur jär ir fräkt nad fok Fläd äd giäf god nag miok Kullur der omali lat snogt i straiten Gosser min skäidum tag brindum a kauten
Português
Eu ouvi no campo algo dito por muitos, sobre como é muito agradável aqui às margens do rio Dala, o quão gentis são as pessoas, o rebanho dá um bom leite, moças tocam muito bem as trombetas, rapazes capturam os alces correndo com seus esquis.